# Mariä-Schutz-Insel (Sankt Petersburg)
Die Mariä-Schutz-Insel (russisch Покровский остров Pokrowski ostrow, wiss. Transliteration Pokrovskij ostrov) ist eine bewohnte Flussinsel in Sankt Petersburg. Die Insel befindet sich im Stadtbezirk Admiralteiski. Sie wird im Norden durch den Gribojedow-Kanal, im Süden durch den Fluss Fontanka sowie im Osten durch den Krjukowkanal umflossen.
Über den Gribojedow-Kanal führen fünf Brücken zur Kolomnainsel, zwei Brücken zur Erlöserinsel und zwei Brücken führen in südliche Richtung über die Fontanka.

## Entstehungsgeschichte
Das historische Zentrum von Sankt Petersburg liegt zwischen den Flüssen Newa und Fontanka. In diesem Gebiet lagen vor der Stadtgründung im Jahr 1703 ursprünglich zwei Inseln. Die Insel zwischen Newa und Moika ist auf schwedischen Karten von 1676 und 1682 mit dem Namen Usadisa (auch finnisch: Usadissa-saari) bezeichnet. Die Insel zwischen der Moika und der Fontanka nannten die Schweden Peryka-Saari (dt. Perkay-Insel).
Die künstliche Insel entstand im 18. Jahrhundert, als die ursprüngliche Peryka-Insel durch den Bau des Gribojedow-Kanals und des Krjukowkanals in die drei Inseln Kolomnainsel, Kasaninsel und Erlöserinsel aufgeteilt wurde.
Der Inselname leitet sich von der 1934 abgerissenen „Mariä-Schutz-und-Fürbitte-Kirche von Groß-Kolomna“ ab.